# Grand Prix moto des Pays-Bas
Le Grand prix des Pays-Bas de vitesse moto a lieu traditionnellement lors du dernier week-end du mois de juin sur le circuit d'Assen, surnommé « la cathédrale » du fait qu'une épreuve du championnat du monde s'y déroule chaque année depuis 1949. Jusqu'à son édition 2015 et toujours par tradition (à l'origine pour des raisons religieuses locales), la course avait lieu le samedi, au contraire des autres épreuves de l'année qui se courent le dimanche. À partir de l'édition 2016, les organisateurs ont décidé que la course sera désormais courue le dimanche.
L'édition 2020, initialement prévue du 26 au 28 juin, est annulée le 29 avril, pour toutes les catégories, en raison de la pandémie de coronavirus.

## Palmarès
| Année | Moto3                                                             | Moto2                                                             | MotoGP                                                            | Rapport |
| ----- | ----------------------------------------------------------------- | ----------------------------------------------------------------- | ----------------------------------------------------------------- | ------- |
| 2025  | José Antonio Rueda (KTM)                                          | Diogo Moreira (Kalex)                                             | Marc Márquez (Ducati)                                             | Rapport |
| 2024  | Iván Ortolá (KTM)                                                 | Ai Ogura (Boscoscuro)                                             | Francesco Bagnaia (Ducati)                                        | Rapport |
| 2023  | Jaume Masià (Honda)                                               | Jake Dixon (Kalex)                                                | Francesco Bagnaia (Ducati)                                        | Rapport |
| 2022  | Ayumu Sasaki (Husqvarna)                                          | Augusto Fernández (Kalex)                                         | Francesco Bagnaia (Ducati)                                        | Rapport |
| 2021  | Dennis Foggia (Honda)                                             | Raúl Fernández (Kalex)                                            | Fabio Quartararo (Yamaha)                                         | Rapport |
| 2020  | Édition annulée en raison de la pandémie de maladie à coronavirus | Édition annulée en raison de la pandémie de maladie à coronavirus | Édition annulée en raison de la pandémie de maladie à coronavirus | Rapport |
| 2019  | Tony Arbolino (Honda)                                             | Augusto Fernández (Kalex)                                         | Maverick Viñales (Yamaha)                                         | Rapport |
| 2018  | Jorge Martín (Honda)                                              | Francesco Bagnaia (Kalex)                                         | Marc Márquez (Honda)                                              | Rapport |
| 2017  | Arón Canet (Honda)                                                | Franco Morbidelli (Kalex)                                         | Valentino Rossi (Yamaha)                                          | Rapport |
| 2016  | Francesco Bagnaia (Mahindra)                                      | Takaaki Nakagami (Kalex)                                          | Jack Miller (Honda)                                               | Rapport |
| 2015  | Miguel Oliveira (KTM)                                             | Johann Zarco (Kalex)                                              | Valentino Rossi (Yamaha)                                          | Rapport |
| 2014  | Álex Márquez (Honda)                                              | Anthony West (Speed Up)                                           | Marc Márquez (Honda)                                              | Rapport |
| 2013  | Luis Salom (KTM)                                                  | Pol Espargaro (Kalex)                                             | Valentino Rossi (Yamaha)                                          | Rapport |
| 2012  | Maverick Viñales (Honda)                                          | Marc Márquez (Suter)                                              | Casey Stoner (Honda)                                              | Rapport |
| Année | 125 cm3                                                           | Moto2                                                             | MotoGP                                                            | Report  |
| 2011  | Maverick Viñales (Aprilia)                                        | Marc Márquez (Suter)                                              | Ben Spies (Yamaha)                                                | Rapport |
| 2010  | Marc Márquez (Derbi)                                              | Andrea Iannone (Speed Up)                                         | Jorge Lorenzo (Yamaha)                                            | Rapport |
| Année | 125 cm3                                                           | 250 cm3                                                           | MotoGP                                                            | Rapport |
| 2009  | Sergio Gadea (Aprilia)                                            | Hiroshi Aoyama (Honda)                                            | Valentino Rossi (Yamaha)                                          | Rapport |
| 2008  | Gábor Talmácsi (Aprilia)                                          | Álvaro Bautista (Aprilia)                                         | Casey Stoner (Ducati)                                             | Rapport |
| 2007  | Mattia Pasini (Aprilia)                                           | Jorge Lorenzo (Aprilia)                                           | Valentino Rossi (Yamaha)                                          | Rapport |
| 2006  | Mika Kallio (KTM)                                                 | Jorge Lorenzo (Aprilia)                                           | Nicky Hayden (Honda)                                              | Rapport |
| 2005  | Gábor Talmácsi (KTM)                                              | Sebastián Porto (Aprilia)                                         | Valentino Rossi (Yamaha)                                          | Rapport |
| 2004  | Jorge Lorenzo (Derbi)                                             | Sebastián Porto (Aprilia)                                         | Valentino Rossi (Yamaha)                                          | Rapport |
| 2003  | Steve Jenkner (Aprilia)                                           | Anthony West (Aprilia)                                            | Sete Gibernau (Honda)                                             | Rapport |
| 2002  | Daniel Pedrosa (Honda)                                            | Marco Melandri (Aprilia)                                          | Valentino Rossi (Honda)                                           | Rapport |
| Année | 125 cm3                                                           | 250 cm3                                                           | 500 cm3                                                           |         |
| 2001  | Toni Elías (Honda)                                                | Jeremy McWilliams (Aprilia)                                       | Max Biaggi (Yamaha)                                               | Rapport |
| 2000  | Youichi Ui (Derbi)                                                | Tohru Ukawa (Honda)                                               | Alex Barros (Honda)                                               | Rapport |
| 1999  | Masao Azuma (Honda)                                               | Loris Capirossi (Honda)                                           | Tadayuki Okada (Honda)                                            | Rapport |
| 1998  | Marco Melandri (Honda)                                            | Valentino Rossi (Aprilia)                                         | Mick Doohan (Honda)                                               | Rapport |
| 1997  | Valentino Rossi (Aprilia)                                         | Tetsuya Harada (Aprilia)                                          | Mick Doohan (Honda)                                               | Rapport |
| 1996  | Emilio Alzamora (Honda)                                           | Ralf Waldmann (Honda)                                             | Mick Doohan (Honda)                                               | Rapport |
| 1995  | Dirk Raudies (Honda)                                              | Max Biaggi (Aprilia)                                              | Mick Doohan (Honda)                                               | Rapport |
| 1994  | Takeshi Tsujimura (Honda)                                         | Max Biaggi (Aprilia)                                              | Mick Doohan (Honda)                                               | Rapport |
| 1993  | Dirk Raudies (Honda)                                              | Loris Capirossi (Honda)                                           | Kevin Schwantz (Suzuki)                                           | Rapport |
| 1992  | Ezio Gianola (Honda)                                              | Pierfrancesco Chili (Aprilia)                                     | Àlex Crivillé (Honda)                                             | Rapport |
| 1991  | Ralf Waldmann (Honda)                                             | Pierfrancesco Chili (Aprilia)                                     | Kevin Schwantz (Suzuki)                                           | Rapport |
| 1990  | Doriano Romboni (Honda)                                           | John Kocinski (Yamaha)                                            | Kevin Schwantz (Suzuki)                                           | Rapport |

| Année | 80 cm3                 | 125 cm3                  | 250 cm3                 | 500 cm3               | Rapport |
| ----- | ---------------------- | ------------------------ | ----------------------- | --------------------- | ------- |
| 1989  | Peter Öttl (Krauser)   | Hans Spaan (Honda)       | Reinhold Roth (Honda)   | Wayne Rainey (Yamaha) | Rapport |
| 1988  | Jorge Martínez (Derbi) | Jorge Martínez (Derbi)   | Juan Garriga (Yamaha)   | Wayne Gardner (Honda) | Rapport |
| 1987  | Jorge Martínez (Derbi) | Fausto Gresini (Garelli) | Anton Mang (Honda)      | Eddie Lawson (Yamaha) | Rapport |
| 1986  | Jorge Martínez (Derbi) | Luca Cadalora (Garelli)  | Carlos Lavado (Yamaha)  | Wayne Gardner (Honda) | Rapport |
| 1985  | Gerd Kafka (Casal)     | Pier Paolo Bianchi (MBA) | Freddie Spencer (Honda) | Randy Mamola (Honda)  | Rapport |
| 1984  | Jorge Martínez (Derbi) | Ángel Nieto (Garelli)    | Carlos Lavado (Yamaha)  | Randy Mamola (Honda)  | Rapport |

| Année | 50 cm3                        | 125 cm3                         | 250 cm3                        | 350 cm3                        | 500 cm3                      | Rapport |
| ----- | ----------------------------- | ------------------------------- | ------------------------------ | ------------------------------ | ---------------------------- | ------- |
| 1983  | Eugenio Lazzarini (Garelli)   | Ángel Nieto (Garelli)           | Carlos Lavado (Yamaha)         |                                | Kenny Roberts (Yamaha)       | Rapport |
| 1982  | Stefan Dörflinger (Kreidler)  | Ángel Nieto (Garelli)           | Anton Mang (Kawasaki)          | Jean-François Baldé (Kawasaki) | Franco Uncini (Suzuki)       | Rapport |
| 1981  | Ricardo Tormo (Bultaco)       | Ángel Nieto (Minarelli)         | Anton Mang (Kawasaki)          | Anton Mang (Kawasaki)          | Marco Lucchinelli (Suzuki)   | Rapport |
| 1980  | Ricardo Tormo (Kreidler)      | Ángel Nieto (Minarelli)         | Carlos Lavado (Yamaha)         | Jon Ekerold (Yamaha)           | Jack Middelburg (Yamaha)     | Rapport |
| 1979  | Eugenio Lazzarini (Kreidler)  | Ángel Nieto (Minarelli)         | Graziano Rossi (Morbidelli)    | Gregg Hansford (Kawasaki)      | Virginio Ferrari (Suzuki)    | Rapport |
| 1978  | Eugenio Lazzarini (MBA)       | Eugenio Lazzarini (MBA)         | Kenny Roberts (Yamaha)         | Kork Ballington (Kawasaki)     | Johnny Cecotto (Yamaha)      | Rapport |
| 1977  | Ángel Nieto (Bultaco)         | Ángel Nieto (Bultaco)           | Mick Grant (Kawasaki)          | Kork Ballington (Yamaha)       | Wil Hartog (Suzuki)          | Rapport |
| 1976  | Ángel Nieto (Bultaco)         | Pier Paolo Bianchi (Morbidelli) | Walter Villa (Harley Davidson) | Giacomo Agostini (Yamaha)      | Barry Sheene (Suzuki)        | Rapport |
| 1975  | Ángel Nieto (Kreidler)        | Pier Paolo Bianchi (Morbidelli) | Walter Villa (Harley Davidson) | Dieter Braun (Yamaha)          | Barry Sheene (Suzuki)        | Rapport |
| 1974  | Herbert Rittberger (Kreidler) | Bruno Kneubühler (Yamaha)       | Walter Villa (Harley Davidson) | Giacomo Agostini (Yamaha)      | Giacomo Agostini (Yamaha)    | Rapport |
| 1973  | Bruno Kneubühler (Kreidler)   | Eugenio Lazzarini (Maico)       | Dieter Braun (Yamaha)          | Giacomo Agostini (MV Agusta)   | Phil Read (MV Agusta)        | Rapport |
| 1972  | Ángel Nieto (Derbi)           | Ángel Nieto (Derbi)             | Rodney Gould (Yamaha)          | Giacomo Agostini (MV Agusta)   | Giacomo Agostini (MV Agusta) | Rapport |
| 1971  | Ángel Nieto (Derbi)           | Ángel Nieto (Derbi)             | Phil Read (Yamaha)             | Giacomo Agostini (MV Agusta)   | Giacomo Agostini (MV Agusta) | Rapport |
| 1970  | Ángel Nieto (Derbi)           | Dieter Braun (Suzuki)           | Rodney Gould (Yamaha)          | Giacomo Agostini (MV Agusta)   | Giacomo Agostini (MV Agusta) | Rapport |
| 1969  | Barry Smith (Derbi)           | Dave Simmonds (Kawasaki)        | Renzo Pasolini (Benelli)       | Giacomo Agostini (MV Agusta)   | Giacomo Agostini (MV Agusta) | Rapport |
| 1968  | Paul Lodewijkx (Jamathi)      | Phil Read (Yamaha)              | Bill Ivy (Yamaha)              | Giacomo Agostini (MV Agusta)   | Giacomo Agostini (MV Agusta) | Rapport |
| 1967  | Yoshimi Katayama (Suzuki)     | Phil Read (Honda)               | Mike Hailwood (Honda)          | Mike Hailwood (Honda)          | Mike Hailwood (Honda)        | Rapport |
| 1966  | Luigi Taveri (Honda)          | Bill Ivy (Yamaha)               | Mike Hailwood (Honda)          | Mike Hailwood (Honda)          | Jim Redman (Honda)           | Rapport |
| 1965  | Ralph Bryans (Honda)          | Michael Duff (Yamaha)           | Phil Read (Yamaha)             | Jim Redman (Honda)             | Mike Hailwood (MV Agusta)    | Rapport |
| 1964  | Ralph Bryans (Honda)          | Jim Redman (Honda)              | Jim Redman (Honda)             | Jim Redman (Honda)             | Mike Hailwood (MV Agusta)    | Rapport |
| 1963  | Ernst Degner (Suzuki)         | Hugh Anderson (Suzuki)          | Jim Redman (Honda)             | Jim Redman (Honda)             | John Hartle (Gilera)         | Rapport |
| 1962  | Ernst Degner (Suzuki)         | Luigi Taveri (Honda)            | Jim Redman (Honda)             | Jim Redman (Honda)             | Mike Hailwood (MV Agusta)    | Rapport |
| 1961  |                               | Tom Phillis (Honda)             | Mike Hailwood (Honda)          | Gary Hocking (MV Agusta)       | Gary Hocking (MV Agusta)     | Rapport |
| 1960  |                               | Carlo Ubbiali (MV Agusta)       | Carlo Ubbiali (MV Agusta)      | John Surtees (MV Agusta)       | Remo Venturi (MV Agusta)     | Rapport |
| 1959  |                               | Carlo Ubbiali (MV Agusta)       | Tarquinio Provini (MV Agusta)  | Bob Brown (Norton)             | John Surtees (MV Agusta)     | Rapport |
| 1958  |                               | Carlo Ubbiali (MV Agusta)       | Tarquinio Provini (MV Agusta)  | John Surtees (MV Agusta)       | John Surtees (MV Agusta)     | Rapport |
| 1957  |                               | Tarquinio Provini (Mondial)     | Tarquinio Provini (Mondial)    | Keith Campbell (Moto Guzzi)    | John Surtees (MV Agusta)     | Rapport |
| 1956  |                               | Carlo Ubbiali (MV Agusta)       | Carlo Ubbiali (MV Agusta)      | Bill Lomas (Moto Guzzi)        | John Surtees (MV Agusta)     | Rapport |
| 1955  |                               | Carlo Ubbiali (MV Agusta)       | Luigi Taveri (MV Agusta)       | Ken Kavanagh (Moto Guzzi)      | Geoff Duke (Gilera)          | Rapport |
| 1954  |                               | Rupert Hollaus (NSU)            | Werner Haas (NSU)              | Fergus Anderson (Moto Guzzi)   | Geoff Duke (Gilera)          | Rapport |
| 1953  |                               | Werner Haas (NSU)               | Werner Haas (NSU)              | Enrico Lorenzetti (Moto Guzzi) | Geoff Duke (Gilera)          | Rapport |
| 1952  |                               | Cecil Sandford (MV Agusta)      | Enrico Lorenzetti (Moto Guzzi) | Geoff Duke (Norton)            | Umberto Masetti (Gilera)     | Rapport |
| 1951  |                               | Gianni Leoni (Mondial)          |                                | Bill Doran (AJS)               | Geoff Duke (Norton)          | Rapport |
| 1950  |                               | Bruno Ruffo (Mondial)           |                                | Bob Foster (Velocette)         | Umberto Masetti (Gilera)     | Rapport |
| 1949  |                               | Nello Pagani (Mondial)          |                                | Freddie Frith (Velocette)      | Nello Pagani (Gilera)        | Rapport |